# 太市駅
太市駅（おおいちえき）は、兵庫県姫路市相野にある、西日本旅客鉄道（JR西日本）姫新線の駅である。

## 歴史

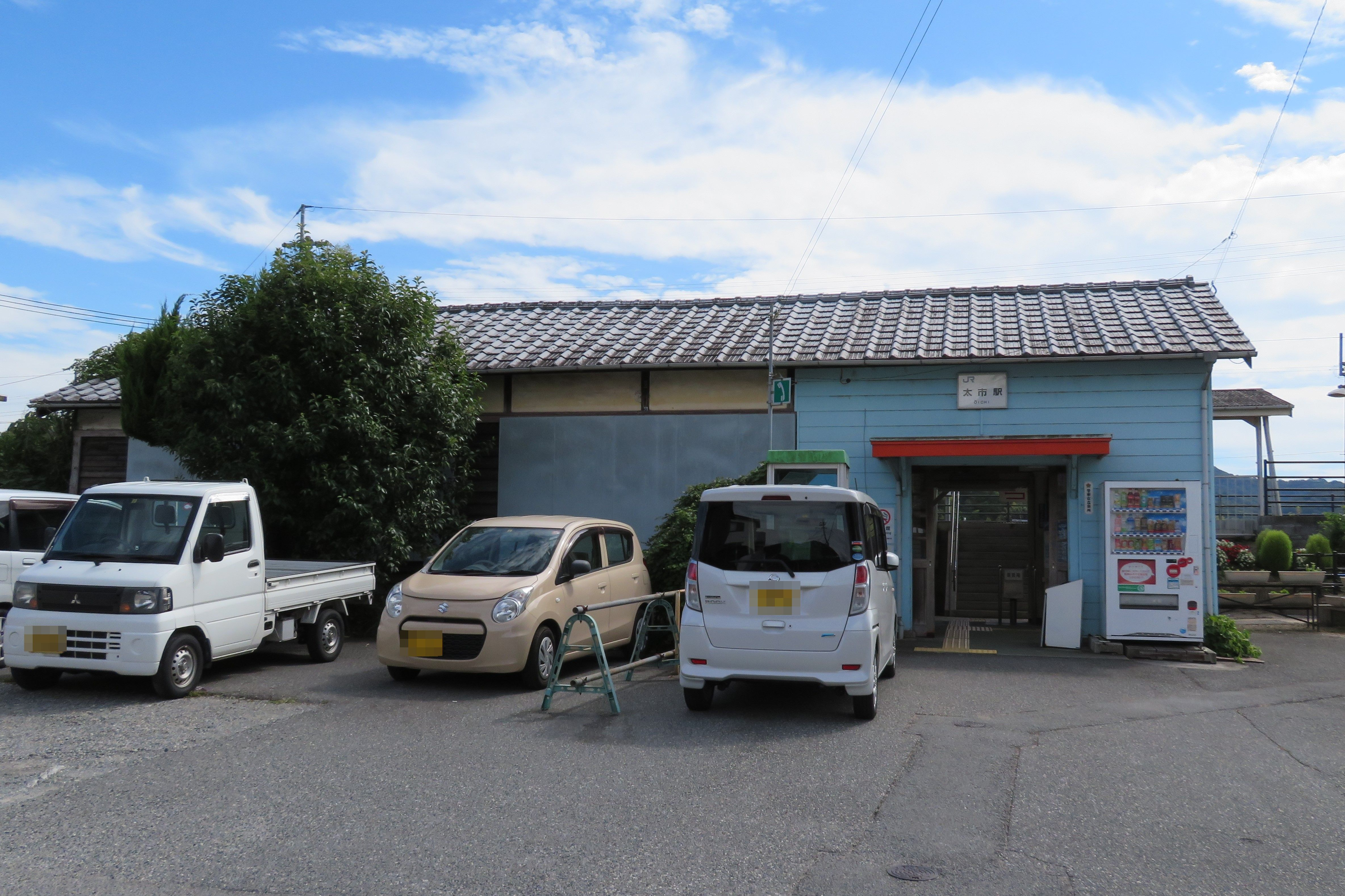
旧駅舎（2019年9月）

- 1931年（昭和6年）12月23日：鉄道省姫津線（当時）余部駅 - 東觜崎駅間延伸時に開設[1]。
- 1934年（昭和9年）11月28日：姫津西線開業に伴い、姫津線が姫津東線に改称され、当駅もその所属となる。
- 1936年（昭和11年）
  - 4月8日：姫路駅 - 東津山駅間全通、姫津東線が姫津線の一部となり、当駅もその所属となる。
  - 10月10日：姫津線が姫新線の一部となり、当駅もその所属となる。
- 1961年（昭和36年）10月1日：貨物取扱廃止[2]
- 1971年（昭和46年）3月1日：荷物扱い廃止[2]。
- 1986年（昭和61年）11月1日：無人駅化[3]。
- 1987年（昭和62年）4月1日：国鉄分割民営化に伴い、西日本旅客鉄道（JR西日本）の駅となる[2]。
- 2016年（平成28年）3月26日：ICカード「ICOCA」の利用が可能となる。ICカード専用簡易改札機で対応。
- 2021年（令和3年）
  - 3月21日：現駅舎の供用開始[4]。
  - 10月：旧駅舎跡地に関西陸運の本社建屋が完成。建屋には駅利用者用のトイレやカフェなども併設している[5]。
- 2022年（令和4年）3月26日：交通アクセス円滑化を推進するため、整備を進めていたJR姫新線「太市駅」の駅前広場が利用開始された。

## 駅構造

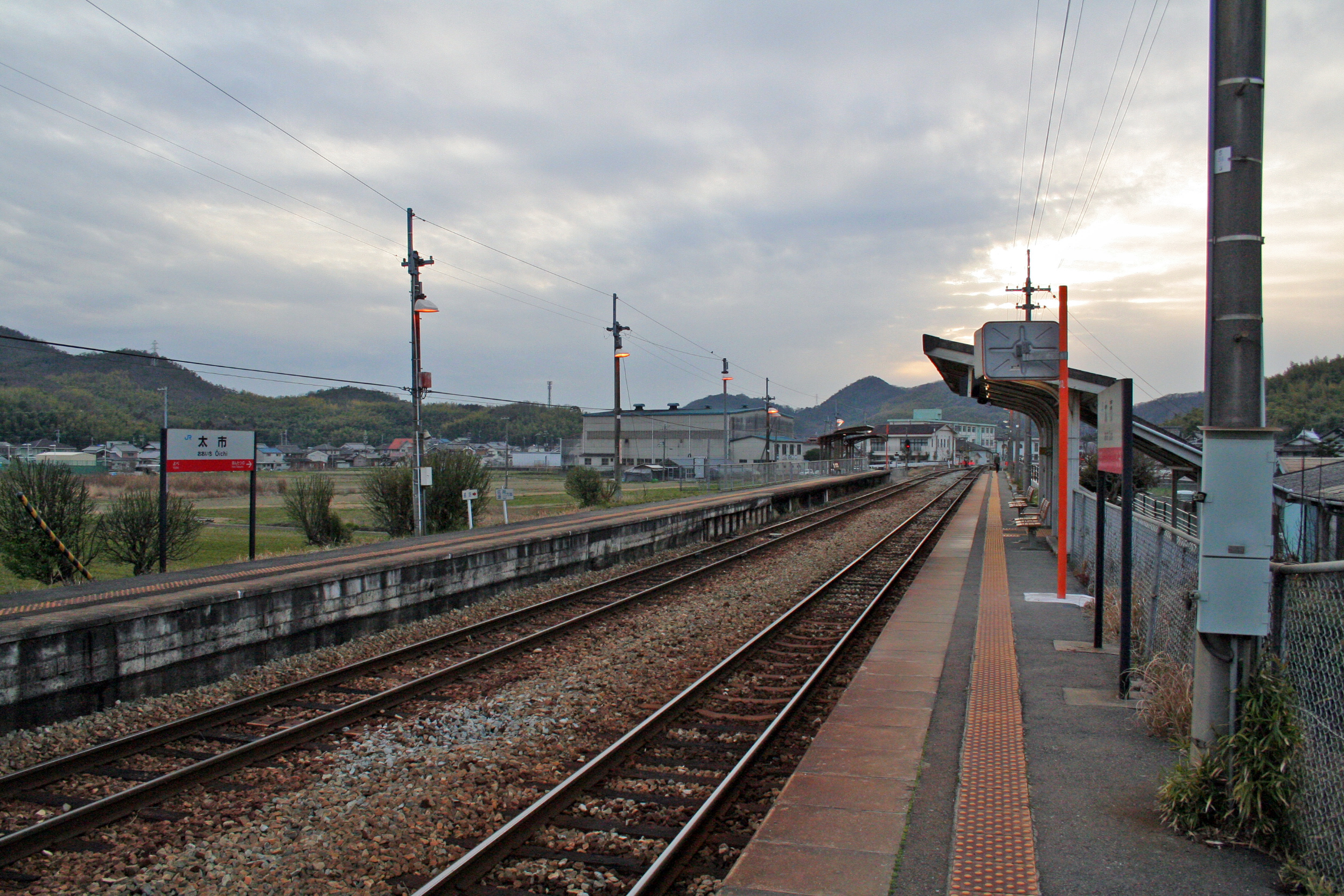
ホーム（2009年3月）

相対式ホーム2面2線を有する地上駅で列車交換が可能。駅舎はICカード用入出場改札機と自動券売機を備えるコンクリート造りのものが姫路方面行ホーム側にあるが、ホームは駅舎から若干高い位置にあり、階段またはスロープでの移動となる。また、互いのホームは本竜野寄りにある構内踏切で連絡している。無人駅である。

### のりば
| のりば | 路線   | 方向 | 行先     |
| ------ | ------ | ---- | -------- |
| 1      | 姫新線 | 下り | 佐用方面 |
| 2      | 姫新線 | 上り | 姫路方面 |

※のりば番号標は存在しないが、自動放送では上記のように案内されている。駅舎側が2番のりばである。

## 利用状況
「兵庫県統計書」によると、2023年（令和5年）度の1日平均乗車人員は387人である。
近年の1日平均乗車人員の推移は以下の通り。
| 年度   | 1日平均 乗車人員 |
| ------ | ---------------- |
| 1995年 | 472              |
| 1996年 | 482              |
| 1997年 | 449              |
| 1998年 | 446              |
| 1999年 | 424              |
| 2000年 | 419              |
| 2001年 | 396              |
| 2002年 | 361              |
| 2003年 | 391              |
| 2004年 | 392              |
| 2005年 | 398              |
| 2006年 | 385              |
| 2007年 | 401              |
| 2008年 | 379              |
| 2009年 | 370              |
| 2010年 | 401              |
| 2011年 | 424              |
| 2012年 | 394              |
| 2013年 | 404              |
| 2014年 | 390              |
| 2015年 | 374              |
| 2016年 | 383              |
| 2017年 | 395              |
| 2018年 | 397              |
| 2019年 | 398              |
| 2020年 | 304              |
| 2021年 | 327              |
| 2022年 | 371              |
| 2023年 | 387              |

## 駅周辺

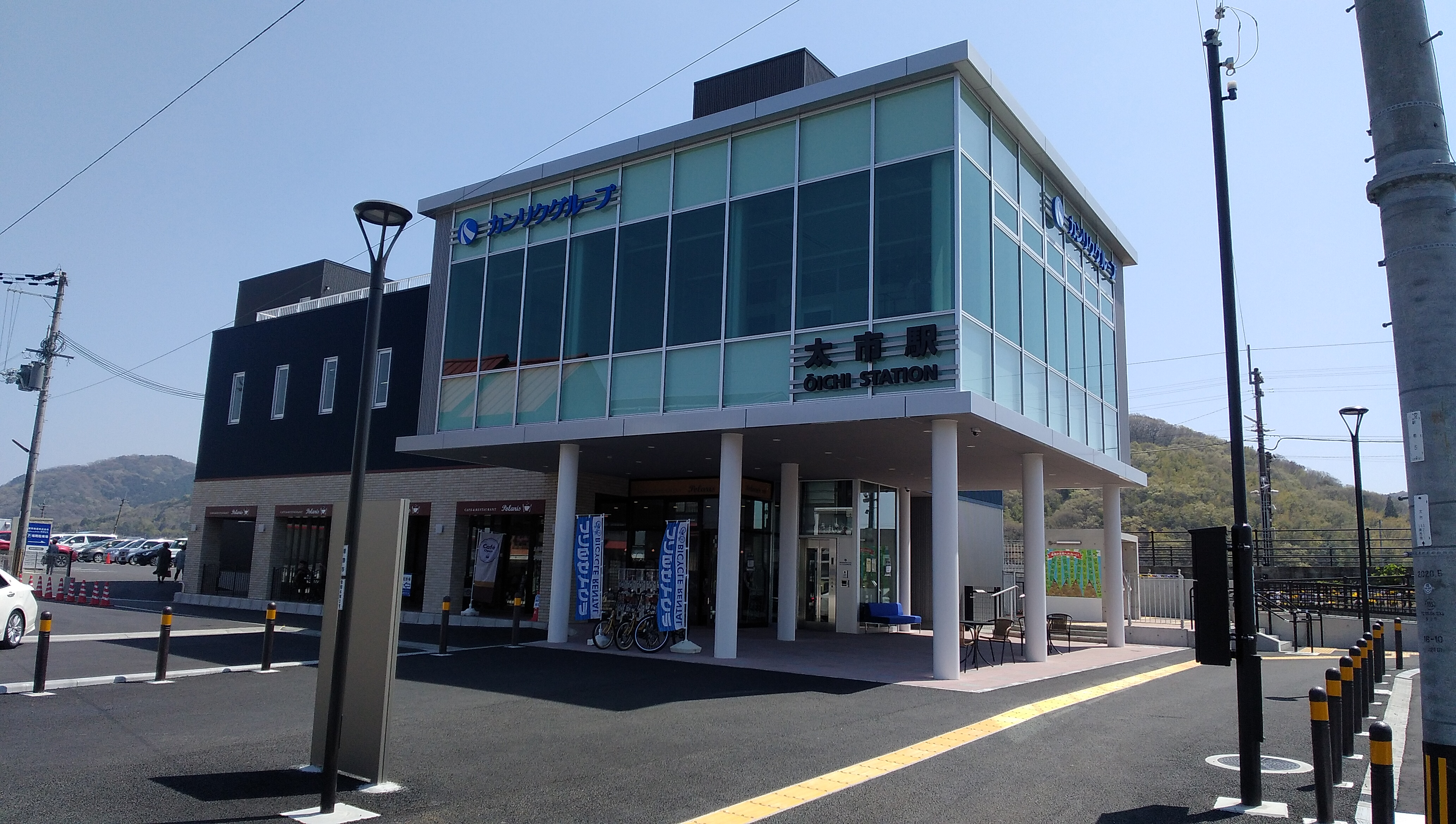
関西陸運の本社建屋（駅利用者用の施設を併設）

当駅余部方で姫新線の線路は大津茂川を渡っている。当駅北側には山陽自動車道が東西に走り山陽姫路西インターチェンジまでは直線距離にして500m程である。周辺はたけのこの産地でもある。
- 姫路市立太市小学校
- 太市郵便局
- 兵庫西農業協同組合（JA兵庫西）太市支店
- 破磐神社
- 関西陸運本社

## 隣の駅
西日本旅客鉄道（JR西日本）
 姫新線
余部駅 - （余部信号場） - 太市駅 - 本竜野駅